# Пермское государственное хореографическое училище
ГОУ «Пе́рмское госуда́рственное хореографи́ческое училище» — федеральное государственное бюджетное образовательное учреждение среднего профессионального образования, расположенное в Перми. Находится в ведении Министерства культуры Российской Федерации, готовит артистов балета. Одна из трех самых сильных классических хореографических школ России (наряду с АРБ им. А.Я. Вагановой и МГАХ), продолжательница традиций петербургского балета.

## История
Возникновение Пермского хореографического училища непосредственно связано с эвакуацией в город Молотов (ныне Пермь) в годы Великой Отечественной войны Ленинградского театра оперы и балета им. С. М. Кирова и Ленинградского хореографического училища. В 1942 году был объявлен набор детей в первый класс балетной школы и 7 февраля 1943 года начались занятия в Пермском отделении ленинградского училища. В 1944 году, после снятия блокады Ленинграда, Ленинградский театр оперы и балета и Ленинградское хореографическое училище вернулись в родной город, а 23 июня 1944 года Комитет по делам искусств при Совете Народных Комиссаров СССР издал приказ № 317 «О создании хореографической студии при Молотовском театре оперы и балета».
Уже 24 февраля 1945 года Исполнительный Комитет Молотовского горсовета депутатов трудящихся принял решение о создании на базе студии хореографического училища. И 2 апреля 1945 года вышло распоряжение Совнаркома СССР № 5406, которым «Молотовская хореографическая студия театра оперы и балета реорганизована с 1 сентября 1945 г. в Молотовское хореографическое училище». В 1957 году, после переименования города Молотова в Пермь, училище стало называться Пермское государственное хореографическое училище. С 2007 года — нынешнее название.
Основателем и первым художественным руководителем Пермского хореографического училища стала Екатерина Николаевна Гейденрейх, в прошлом — солистка балета Мариинского театра — Ленинградского театра оперы и балета им. С. М. Кирова. С 1924 года она преподавала классический танец в Ленинградском хореографическом училище, а с 1936 года, когда по болезни сердца оставила сцену, — и в Ленинградском Малом театре оперы и балета. По семейным обстоятельствам Екатерина Николаевна Гейденрейх не эвакуировалась вместе с Ленинградским хореографическим училищем и осталась в Ленинграде, где была арестована и 2 апреля 1942 года осуждена НКВД по статье 58-10 часть II сроком на 10 лет. Она отбывала наказание в Усольском исправительно-трудовом лагере города Соликамска Молотовской (ныне Пермской) области, но была освобождена из лагеря как инвалид 5 декабря 1942 года. С 1943 года Екатерина Гейденрейх возобновила работу в Ленинградском хореографическом училище, находившемся в Молотове. После отъезда Ленинградского хореографического училища она возглавила созданную студию и вплоть до реабилитации 26 декабря 1956 года занималась становлением пермской балетной школы.
Кроме Екатерины Гейденрейх первыми педагогами были Тамара Обухова-Трояновская и Елена Таубер, преподававшая историко-бытовой танец. Затем в училище появились и другие представители ленинградской балетной школы — ученицы Агриппины Вагановой Ксения Есаулова, Танслу Кушаева и Нинель Сильванович, Юлий Плахт, Галина Кузнецова, Л. Г. Таубе, София Тулубьева, Софья Хецелиус. В дальнейшем ведущими педагогами пермской школы стали уже собственные выпускники училища: Марианна Подкина, Елена Быстрицкая, М. А. Мальцева, Лидия Уланова, Римма Шлямова, Юрий Сидоров, Марс Миргарипов, Владимир Толстухин, Лев Асауляк.
К середине 1970-х годов, творчески развивая методику преподавания, Пермское училище сформировало собственный стиль и добилось международного признания, что позволило говорить о «пермской школе балета».
Выпускники Пермского хореографического училища не только составляют основу труппы Пермского театра оперы и балета, но и работают в крупнейших труппах России — Большом театре, Мариинском театре, Музыкальном театре имени Станиславского и Немировича-Данченко, Михайловском театре, Екатеринбургском театре оперы и балета, Татарском театре оперы и балета и других, а также танцуют и преподают в различных городах мира.

## Здание колледжа
В первые два года существования хореографическая студия, а затем училище размещались в здании Клуба имени Толмачёва (улица Луначарского, дом 57; дом не сохранился), где было всего три комнаты для занятий. В 1947 году училище переехало на второй этаж бывшего корпуса Епархиального женского училища по адресу: улица Коммунистической, дом 18, где в десяти комнатах размещалось четыре хореографических класса, а ещё четыре комнаты занимало общежитие училища на 118 человек. В этом здании хореографическое училище находится и по сей день.
В начале 1950-х годов училище заняло всё двухэтажное строение, а в 1960 году был надстроен третий этаж. Сейчас здесь оборудовано восемь балетных классов. В 1961 году выстроен интернат на 200 учащихся, а в 1984 году по проекту архитектора К. Э. Кунофа был пристроен учебный театр на 286 мест. 27 ноября 1997 года на стене у входа в главное здание к 100-летию со дня рождения Е. Н. Гейденрейх была открыта мемориальная доска (автор А. Кутергин) с текстом: «Екатерина Никодимовна Гейденрейх /1897-1982 гг./ основатель и первый художественный руководитель Пермского хореографического училища».

## Художественные руководители
- 1945—1951 — Екатерина Гейденрейх
- 1952 — Галина Кузнецова
- 1953—1965 — Ксения Есаулова
- 1965—1973 — Юлий Плахт
- 1973—2004 — Людмила Сахарова
- с 2005 — Владимир Толстухин

## Директора
- 1945—1965 — Нонна Багина
- 1966—1985 — Пётр Коловарский
- 1986—1996 — Нинель Пидемская
- 1997 — 2018 - Людмила Шевченко
- с 2018 - Дарья Соснина

## Спектакли
- 1946 — «Репка» на музыку Владимира Сокальского, балетмейстер Алексей Чичинадзе
- 1950 — «Доктор Айболит» Игоря Морозова, балетмейстер Ксения Есаулова
- 1955 — «Щелкунчик» Петра Чайковского, балетмейстер Ксения Есаулова
- 1957 — «Чудесница» Генриха Терпиловского, балетмейстер Ксения Есаулова
- 1960 — «Коппелия» Лео Делиба, хореография Александра Горского, редакция Германа Шишкина
- 1962 — «Любка» Ж. Г. Зориной, балетмейстер Герман Шишкин
- 1968 — «Белый голубь» Богдана Троцюка, балетмейстер Сулейман Бурханов
- 1973 — «Шопениана» на музыку Фредерика Шопена, хореография Михаила Фокина
- 1974 — «Сонет» Николая Мартынова, балетмейстер Николай Боярчиков
- 1986 — «Класс-концерт», постановка Людмилы Сахаровой
- 1987 — «Тщетная предосторожность» П. Гертеля, балетмейстер Марат Газиев
- 1989 — «Айболит» Игоря Морозова, балетмейстер Евгений Сережников
- 1994 — «Щелкунчик» Петра Чайковского, хореография Василия Вайнонена, постановка Людмилы Сахаровой
- 2000 — «Хореографические фантазии» на музыку 104-й симфонии Йозефа Гайдна, балетмейстер Георгий Алексидзе
- 2001 — «Весна в Аппалачах» на музыку Аарона Копленда, балетмейстер Евгений Панфилов
- 2001 — «Вальс-фантазия» на музыку Михаила Глинки, балетмейстер Георгий Алексидзе
- 2004 — «Увертюра» на музыку Джоаккино Россини, балетмейстеры Е. Каменская и В. Толстухин
- 2005 — «Ода Победе» на музыку Сергея Прокофьева, балетмейстер Кирилл Шморгонер
- 2005 — «Кантата» на музыку И. С. Баха, балетмейстер Раду Поклитару
- 2006 — «Оживленный сад» из балета «Корсар» Адольфа Адана, хореография Мариуса Петипа
- 2006 — «Вальс» на музыку Арама Хачатуряна, балетмейстер Кирилл Шморгонер
- 2006 — «Коппелия» Лео Делиба, редакция Бориса Мягкова и Кирилла Шморгонера
- 2006 — «Щелкунчик» Петра Чайковского, балетмейстер Кирилл Шморгонер
- 2007 — фрагмент из балета «Неаполь», хореография Августа Бурнонвиля, постановка Адама Людерса
- 2008 — 3-й акт из балета «Спящая красавица» Петра Чайковского, хореография Мариуса Петипа
- 2009 — фрагменты из балета «Раймонда» Александра Глазунова, хореография Мариуса Петипа, редакция Владимира Толстухина
- 2011 — «Вариации в стиле рококо» на музыку Петра Чайковского, балетмейстер Алексей Мирошниченко
- 2011 — сюита из балета «Баядерка» Людвига Минкуса, хореография Мариуса Петипа
- 2011 — Большое классическое па из балета «Пахита» Людвига Минкуса, хореография Мариуса Петипа, редакция Юрия Бурлаки

## Награды
- 1976 — Орден «Знак Почёта»

### Видео
- Пермское хореографическое (20-летие) документальный фильм, Пермьтелефильм, 1966
- В двух шагах от театра документальный фильм, Пермьтелефильм, 1989
- «Авось» 50-летию Пермского хореографического училища телевизионная передача, Пермская ГТРК «Т7», 1994
- Пленники Терпсихоры документальный фильм, 1995
- Урок танца документальный фильм, 2007